# (4389) Durbin
(4389) Durbin (1976 GL3) – planetoida z grupy pasa głównego asteroid okrążająca Słońce w ciągu 4 lat i 360 dni w średniej odległości 2,92 j.a. Została odkryta 1 kwietnia 1976 roku.